# 梁福元
梁福元（英語：Leung Fuk-yuen，1957年—），香港新界元朗十八鄉鄉紳，前元朗區議會十八鄉西選區議員、大棠村村長。

## 學歷
- 1996年獲得華南農業大學修讀果樹科龍眼荔枝果樹文憑[1]

## 簡歷
- 梁福元年青時曾在大快活當食品工場主管，擅長製作湯圓。其長子任大棠村原居民代表、十八鄉鄉事委員會首副主席梁智峯、次子是元朗區議會元朗鄉郊東區議員梁明堅（Jason）。而其三位兄長分別是梁水泉、新界總商會副會長、星冠國際有限公司主席和大棠名廚海鮮酒家執行董事梁鐵夫以及大棠荔枝山莊園主梁新發。
- 梁福元由1991年起做村代表，1994年起出任元朗區議員。[1]
- 2012年為反對政府進行大型村屋僭建清拆行動，擔任「保衛家園行動小組」召集人。[2]
- 2012年梁福元的大棠荔枝山莊被指霸佔官地以圖逆權侵佔。[3]
- 梁福元2012年曾出席梁振英賄選疑雲的流浮山小桃園飯局，亦是城鄉居民共和協會核心成員。
- 2016年4月，與侯志強等其他新界鄉紳籌組政黨「新進步聯盟」，準備參與2016年香港立法會選舉。[4]

## 外部參考
1. 1 2  . 商報. 2014-02-07  [2018-01-10]. （原始内容存档于2018-01-11）.
2. ↑  . 大公報. 2012-04-12  [2018-01-10]. （原始内容存档于2018-01-10）.
3. ↑  . 東方日報. 2012-04-19  [2018-01-10]. （原始内容存档于2019-11-06）.
4. ↑  呂浩然. . 蘋果日報. 2016-04-08  [2016-04-19]. （原始内容存档于2016-05-07）.